# Tlacotalpan
La città di Tlacotalpan si trova sulla regione costiera orientale dello stato messicano di Veracruz. Nonostante l'area sia stata abitata fin dal periodo precolombiano, gli odierni insediamenti vennero creati quali porti sul fiume Papaloapan alla metà del XVI secolo. Ospita la sede del comune di Tlacotalpan.
Tlacotalpan venne scelto come patrimonio dell'umanità dall'UNESCO nel 1998,  a causa dell'"aspetto urbano e dell'architettura che rappresenta una fusione di tradizioni spagnole e caraibiche di eccezionale importanza e qualità..." (UNESCO, 1998). Il nome "Tlacotalpan" in lingua nahuatl significa "posto tra i fiumi", simile a "Mesopotamia".

## Celebrazione della Candelora

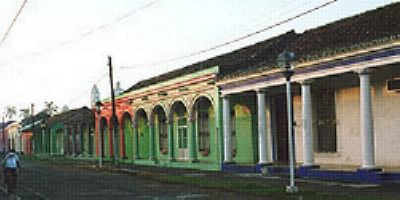
La città di Tlacotalpan

La Candelora è un'importante celebrazione cittadina. La festa inizia il 31 gennaio alle tre del pomeriggio e dura otto giorni, fino al 9 febbraio, giorno e notte. Le persone indossano abiti tradizionali e si consumano cibi altrettanto tradizionali quali arroz a la tumbada (riso cucinato in brodo di pesce), pescado a la veracruzana (pesce con pomodoro, olive, chili e cipolle), gordita bianchi (pane dolce, con la forma e dimensione di un muffin), longaniza (una particolare salsa), enchilada, naranjas rellenas (arance imbottite) e dulce de leche (simile al caramello).
La “Virgen de la Candelaria” (Vergine della Candelora) viene portata per le strade del villaggio per benedire la pesca e gli abitanti. Davanti alla processione si trova l'arcivescovo di Veracruz (città), insieme ad altri importanti esponenti della vita religiosa locale. La banda della Escuela Naval Antón Lizardo (Accademia navale Antón Lizardo) si esibisce, e nella notte esplodono i fuochi artificiali. Le celebrazioni attraggono numerosi visitatori.